# Chapecó (gemeente)
Chapecó is een gemeente in de Braziliaanse deelstaat Santa Catarina. De gemeente telt 213.279 inwoners (schatting 2017).
De plaats is de zetel van het rooms-katholieke bisdom Chapecó.

## Aangrenzende gemeenten
De gemeente grenst aan Arvoredo, Cordilheira Alta, Coronel Freitas, Guatambu, Nova Itaberaba, Paial, Planalto Alegre, Seara, Xaxim, Erval Grande (RS) en Nonoai (RS).

## Verkeer en vervoer
De plaats ligt aan de wegen BR-283, BR-480, SC-157, SC-283, SC-480 en SC-484.

## Sport
Associação Chapecoense de Futebol ook kortweg Chapecoense genoemd, is de belangrijkste voetbalclub van Chapecó. Chapecoense was wereldnieuws toen op 28 november 2016 het vliegtuig met aan boord de selectie crashte. Het team was op weg naar de finale van de Copa Sudamericana in Medellín. 71 inzettenden, waaronder 19 van de 22 spelers, kwamen om het leven bij de crash. 

## Indruk van Chapecó

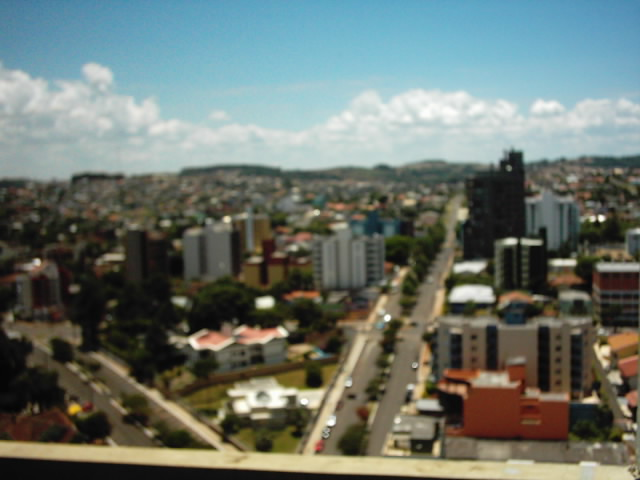
Chapecó
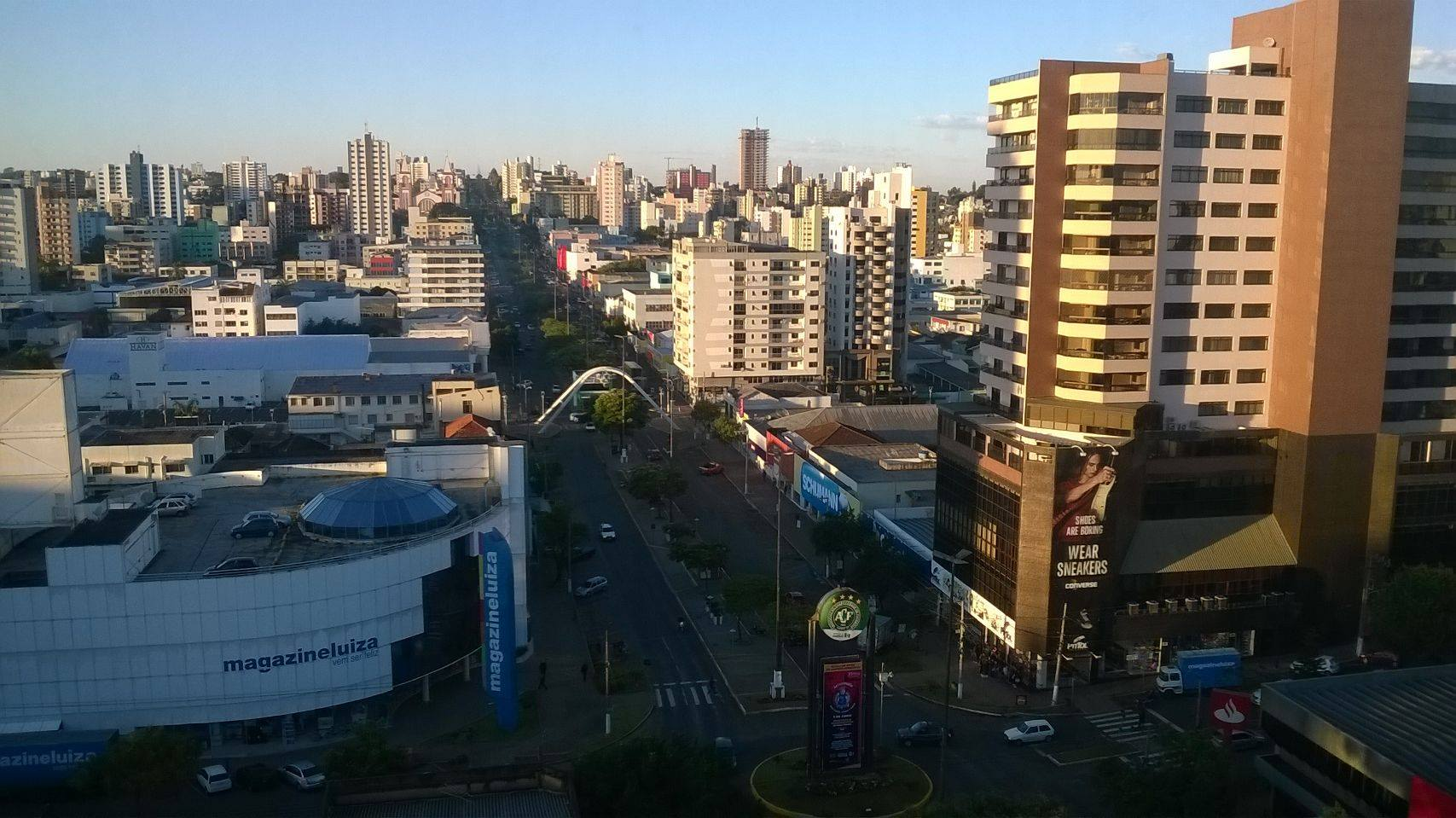
Centrum
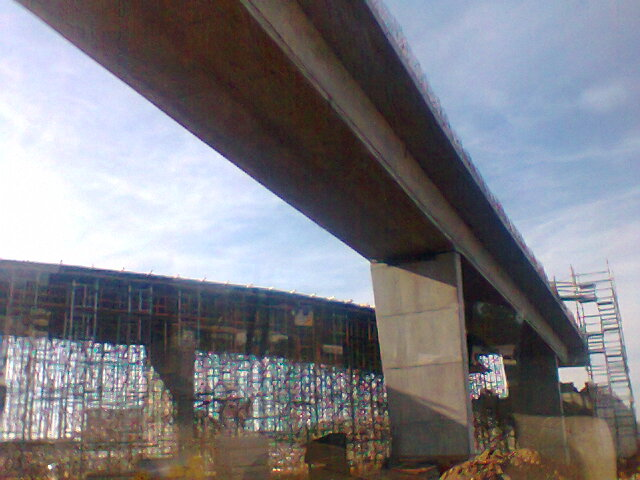
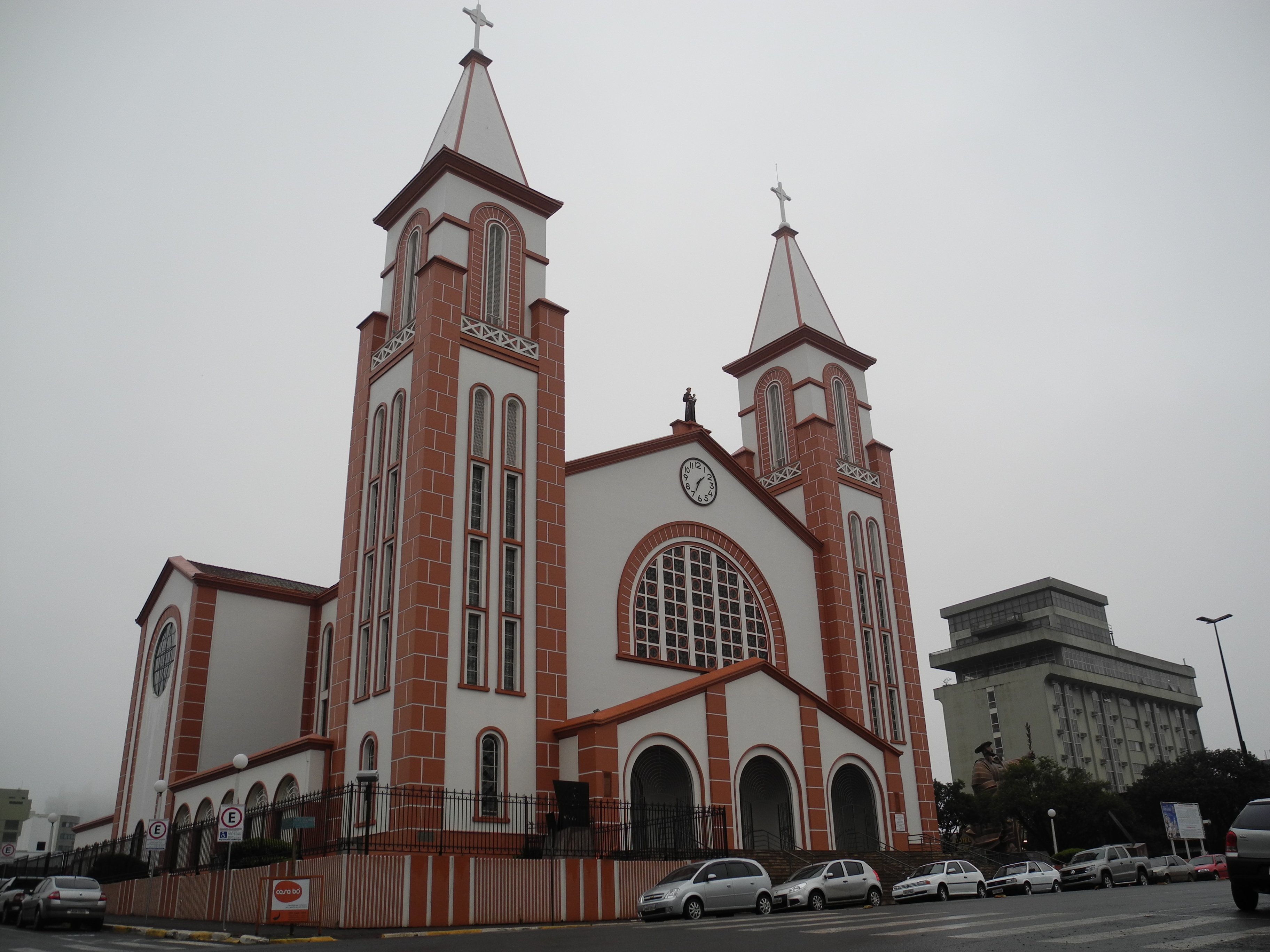
De kathedraal Santo Antônio in Chapecó